# Камілло Карл Шнайдер
Камілло Карл Шнайдер (нім. Camillo Karl Schneider, 7 квітня 1876 — 5 січня 1951) — австрійський ботанік, садівник та ландшафтний архітектор.

## Біографія
Камілло Карл Шнайдер народився в Саксонії 7 квітня 1876 року.
У 1904 році він опублікував свої перші роботи, в тому числі початок тома «Illustrated Handbook of Broad-leaved Trees», який він завершив у 1912 році. У 1913 році за підтримки Австро-Угорського дендрологічного товариства Камілло Карл Шнайдер здійснив поїздку у Китай, де він зібрав зразки рослин та насіння для ботанічного саду Pruhonitz . Камілло Карл Шнайдер виїхав з Китаю через Шанхай у 1915 році, подорожуючи в Бостон, де він працював у Arnold Arboretum поряд з Чарльзом Спрегом Сарджентом, Альфредом Редером та Ернестом Генрі Вілсоном до 1919 року, коли він приїхав до Відня.
Через два роки Камілло Карл Шнайдер переїхав до Берліна, де помер 5 січня 1951 року.

## Наукова діяльність
Камілло Карл Шнайдер спеціалізувався на насіннєвих рослинах.

## Публікації
- 1903: Gärtnerische Vermessungskunde umfassend geometrisches Zeichnen, Berechnungen, Feldmessen, Nivellieren und Planzeichnen: eine Anleitung zum Gebrauch für den Selbstunterricht und für gärtnerische Lehranstalten. Видання Schmidt. 168 pp.
- 1903: Dendrologische Winterstudien. Видання G. Fischer. 290 pp.
- 1904: Handbuch der Laubholzkunde: Charakteristik der in Mitteleuropa heimischen und im Freien angepflanzten angiospermen Gehölz-Arten und Formen mit Ausschluß der Bambuseen und Kakteen. Видання Fischer. 592 pp.
- 1904: Illustrated Handbook of Broad-leaved Trees.
- 1905: Die Gattung «Berberis» (Euberberis). Vorarbeiten für eine Monographie // Bull.Herb.Boissier.Sér.2, janvier 1905, Genève, pp. 33 sq
- 1924: Das rosenbuch. Volumen 2 de Bücher der gartenschönheit. Видання Gartenschönhei. 136 pp. Con Wilhelm Mütze.
- 1950: Hecken im Garten (Hedges in the Garden).